# Bjergsen
Søren Bjerg, bedre kendt som Bjergsen, er en dansk League of Legends-spiller, som spiller for holdet 100 Thieves i mid lane i den øverste nordamerikanske liga, League of Legends Championship Series (LCS). Han er blevet betegnet som en af de bedste i Nordamerika.

## Tidligere
Bjerg begyndte at spille konkurrencer, da han var relativt ung. Han var 15 år, da der var nogle mindre hold fra den østlige server i EU, der fik øje på ham og hans præstationer. Han blev inviteret til at spille på det dengang bedste ikke-professionelle hold på hele den østlige EU server. Til sidst kom han på holdet Copenhagen Wolves (en), spillede ved Dreamhack (en), den største LAN-party- og computerfestival i verden, og kvalificerede sig til League of Legends Championship Series (LCS).
Copenhagen Wolves endte på femtepladsen ved 2013 Spring Split. Han blev set som en af de bedste "up-and-coming"-spillere i Europa, og derfor valgte han at sige op fra sit daværende hold, Ninjas in Pyjamas (NiP), og flytte til USA for at komme på Team SoloMid (TSM) i mid-lane, hvor han erstattede Andy "Reginald" Dinh, der havde stiftet TSM.